# 수학
수학(數學, 영어: mathematics, math, maths)은 수, 양, 구조, 공간, 변화 등의 개념을 다루는 학문이다. 수학의 주요 분야로는 산술(수를 연구하는 학문), 대수학(식과 수학적 구조를 다루는 학문), 기하학(도형과 공간을 연구하는 학문), 해석학(연속적인 변화와 그 성질을 연구하는 학문), 그리고 현대 수학의 기초로 사용되는 집합론 등이 있다.
현대 수학은 일반적으로 엄밀한 논리에 근거하여 추상적 대상을 탐구하며, 자연 과학과 수학 자체의 필요에 의해 발전한 방법, 이론, 정리를 발견하고 체계화한다. 수학은 그 발전 과정에 있어서 철학, 과학과 깊은 연관을 맺고 있으며, 엄밀한 논리와 특유의 추상성, 보편성이 다른 학문들과 구별되는 특징이다. 특히 수학은 과학의 여느 분야들과는 달리 자연계에서 관측되지 않는 개념들에 대해서까지 이론을 추상화시키는 특징을 보이는데, 수학자들은 그러한 개념들에 대한 추측을 제시하고 적절하게 선택된 정의와 공리로부터 엄밀한 연역을 거쳐 그 진위를 파악한다.
수학은 자연과학, 공학, 의학, 금융, 컴퓨터 과학, 사회과학 등 다양한 분야에서 필수적인 역할을 한다. 비록 수학이 여러 현상을 설명하고 모델링하는 데 널리 활용되지만, 수학의 근본적인 진리들은 어떤 실험이나 관찰과도 무관하게 존재한다. 통계학이나 게임 이론과 같은 일부 분야는 실제 응용과 긴밀하게 연결되어 발전하며 흔히 응용수학으로 분류된다. 반대로 특정 응용 목적 없이 연구된 분야는 순수수학이라 불리지만, 이러한 연구 성과 역시 시간이 지나면서 예상치 못한 실용적 활용처를 찾는 경우가 많다.
수학적 증명과 그에 따른 엄밀성이라는 개념은 고대 그리스 수학에서 처음 체계화되었으며, 특히 유클리드의 『원론』에서 그 전형적인 형태를 볼 수 있다. 수학은 오랫동안 기하학과 산술(자연수와 분수의 계산)로 나뉘어 있었지만, 16~17세기에 들어서면서 대수학과 미적분학이라는 새로운 분야가 등장했다. 이후 수학적 발견과 과학적 발견이 서로 영향을 주고받으며 함께 발전해 왔다. 19세기 말, 수학기초론이 확립되며 공리적 방법이 체계화되었고, 그 결과 수학의 분야와 응용 영역이 폭발적으로 늘어나게 되었다. 현재 수학 주제 분류(Mathematics Subject Classification) 체계에는 60개 이상의 주요 수학 분야가 포함되어 있다.
수학을 의미하는 mathematics라는 단어는 '아는 모든 것', '배우는 모든 것'이라는 뜻의 고대 그리스어 'máthēma'(μάθημα) 및 그 활용형 mathēmatikós(μαθηματικός)에서 유래되었다.

## 역사
역사적으로 고대부터 현대에 이르기까지 문명에 필수적인 건축, 천문학, 정치, 상업 등에 수학적 개념들이 응용되어 왔다. 교역·분배·과세 등 인류의 사회 생활에 필요한 모든 계산에 수학이 관여해 왔고, 농경 생활에 필수적인 천문 관측과 달력의 제정, 토지의 측량 또한 수학이 직접적으로 사용된 분야이다. 고대 수학을 크게 발전시킨 문명으로는 메소포타미아, 이집트, 인도, 중국, 그리스 등이 있다.
특히 고대 그리스 문명에서는 처음으로 방정식에서 변수를 문자로 쓰는 등 추상화가 발전하였고 유클리드의 원론에서는 최초로 엄밀한 논증에 근거한 수학이 나타난다. 수학의 발전은 이후로도 계속되어 16세기의 르네상스에 이르러서는 과학적 방법과의 상호 작용을 통해 수학과 자연과학에 있어서 혁명적인 연구들이 진척되었고, 이는 인류 문명 발달에 큰 영향을 미치게 되었다.

## 세부 분야

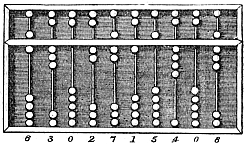
주판은 고대로부터 계산 도구로 사용되어왔다.

수학의 각 분야들은 상업에 필요한 계산을 하기 위해, 숫자들의 관계를 이해하기 위해, 토지를 측량하기 위해, 그리고 천문학적 사건들을 예견하기 위해 발전되어왔다. 이 네 가지 목적은 대략적으로 수학이 다루는 대상인 양, 구조, 공간 및 변화에 대응되며, 이들을 다루는 수학의 분야를 각각 산술, 대수학, 기하학, 해석학이라 한다. 또한 이 밖에도 근대 이후에 나타난 수학기초론과 이산수학 및 응용수학 등이 있다.

### 산술
산술은 자연수와 정수 및 이에 대한 사칙연산에 대한 연구로서 시작했다. 수론은 이런 주제들을 보다 깊게 다루는 학문으로, 그 결과로는 페르마의 마지막 정리 등이 유명하다. 또한 쌍둥이 소수 추측과 골드바흐 추측 등을 비롯해 오랜 세월 동안 해결되지 않고 남아있는 문제들도 여럿 있다.
수의 체계가 보다 발전하면서, 정수의 집합을 유리수의 집합의 부분집합으로 여기게 되었다. 또한 유리수의 집합은 실수의 집합의 부분집합이며, 이는 또다시 복소수 집합의 일부분으로 볼 수 있다. 여기에서 더 나아가면 사원수와 팔원수 등의 개념을 생각할 수도 있다. 이와는 약간 다른 방향으로, 자연수를 무한대까지 세어나간다는 개념을 형식화하여 순서수의 개념을 얻으며, 집합의 크기 비교를 이용하여 무한대를 다루기 위한 또다른 방법으로는 기수의 개념도 있다.

### 대수학
수 대신 문자를 써서 문제해결을 쉽게 하는 것과, 마찬가지로 수학적 법칙을 일반적이고 간명하게 나타내는 것을 포함한다. 고전대수학은 대수방정식 및 연립방정식의 해법에서 시작하여 군, 환, 체 등의 추상대수학을 거쳐 현대에 와서는 대수계의 구조를 보는 것을 중심으로 하는 선형대수학으로 전개되었다. 수의 집합이나 함수와 같은 많은 수학적 대상들은 내재적인 구조를 보인다. 이러한 대상들의 구조적 특성들이 군론, 환론, 체론 그리고 그 외의 수많은 대수적 구조들을 연구하면서 다루어지며, 그것들 하나하나가 내재적 구조를 지닌 수학적 대상이다. 이 분야에서 중요한 개념은 벡터, 벡터 공간으로의 일반화, 그리고 선형대수학에서의 지식들이다. 벡터의 연구에는 산술, 대수, 기하라는 수학의 중요한 세개의 분야가 조합되어 있다. 벡터 미적분학은 여기에 해석학의 영역이 추가된다. 텐서 미적분학은 대칭성과 회전축의 영향 아래에서 벡터의 움직임을 연구한다. 눈금없는 자와 컴퍼스와 관련된 많은 고대의 미해결 문제들이 갈루아 이론을 사용하여 비로소 해결되었다

군론
수론
그래프 이론
순서론

### 기하학
공간에 대한 연구는 기하학에서 시작되었고, 특히 유클리드 기하학에서 비롯되었다. 삼각법은 공간과 수들을 결합하였고, 잘 알려진 피타고라스의 정리를 포함한다. 현대에 와서 공간에 대한 연구는, 이러한 개념들은 더 높은 차원의 기하학을 다루기 위해 비유클리드 기하학(상대성이론에서 핵심적인 역할을 함)과 위상수학으로 일반화되었다. 수론과 공간에 대한 이해는 모두 해석 기하학, 미분기하학, 대수기하학에 중요한 역할을 한다. 리 군도 공간과 구조, 변화를 다루는데 사용된다. 위상수학은 20세기 수학의 다양한 지류속에서 괄목할만한 성장을 한 분야이며, 푸앵카레 추측과 인간에 의해서 증명되지 못하고 오직 컴퓨터로만 증명된 4색정리를 포함한다.

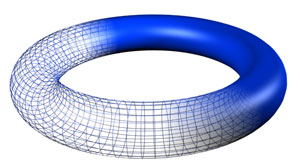
위상수학
삼각법
미분기하학
프랙털 기하학

### 해석학
변화에 대한 이해와 묘사는 자연과학에 있어서 일반적인 주제이며, 미적분학은 변화를 탐구하는 강력한 도구로서 발전되었다. 함수는 변화하는 양을 묘사함에 있어서 중추적인 개념으로써 떠오르게 된다. 실수와 실변수로 구성된 함수의 엄밀한 탐구가 실해석학이라는 분야로 알려지게 되었고, 복소수에 대한 이와 같은 탐구 분야는 복소해석학이라고 한다. 함수해석학은 함수의 공간(특히 무한차원)의 탐구에 주목한다. 함수해석학의 많은 응용분야 중 하나가 양자역학이다. 많은 문제들이 자연스럽게 양과 그 양의 변화율의 관계로 귀착되고, 이러한 문제들이 미분방정식으로 다루어진다. 자연의 많은 현상들이 동역학계로 기술될 수 있다. 혼돈 이론은 이러한 예측 불가능한 현상을 탐구하는 데 상당한 기여를 한다.

미적분학
벡터 미적분학
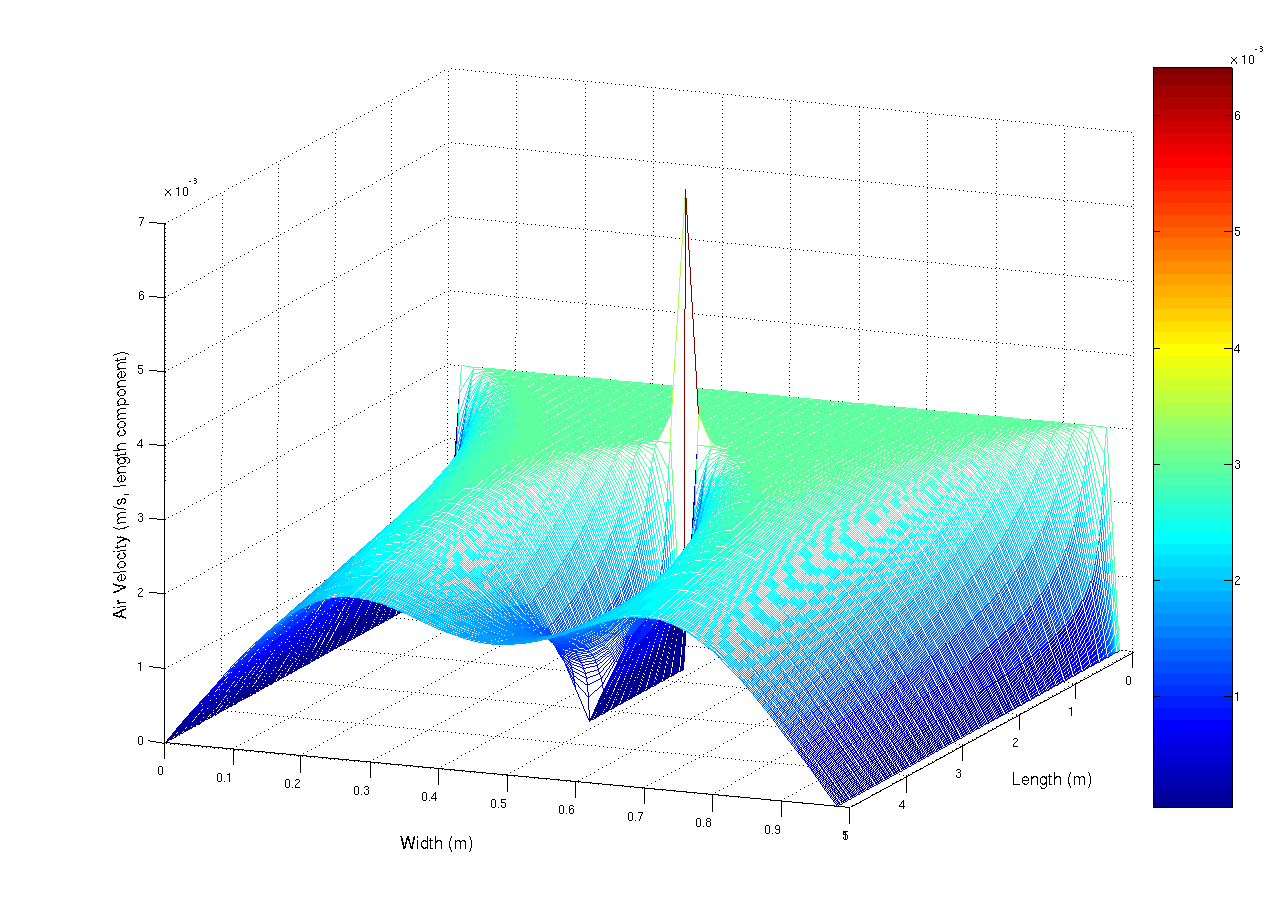
미분방정식
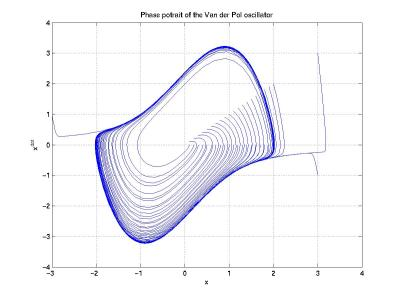
동역학계
혼돈 이론

### 수학기초론 관련 분야
수학의 기초를 확실히 세우기 위해, 수리논리학과 집합론이 발전하였고, 이와 더불어 범주론이 최근에도 발전되고 있다. “근본 위기”라는 말은 대략 1900년에서 1930년 사이에 일어난, 수학의 엄밀한 기초에 대한 탐구를 상징적으로 보여주는 말이다. 수학의 엄밀한 기초에 대한 몇 가지 의견 불일치는 오늘날에도 계속되고 있다. 수학의 기초에 대한 위기는 그 당시 수많은 논쟁에 의해 촉발되었으며, 그 논쟁에는 칸토어의 집합론과 브라우어-힐베르트 논쟁이 포함되었다.

집합론
범주론
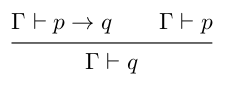
수리논리학

### 이산수학

조합론
계산 이론
암호학
그래프 이론

### 응용수학

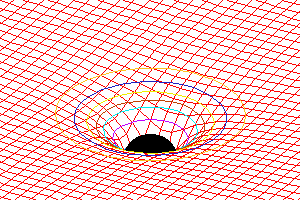
수리물리학
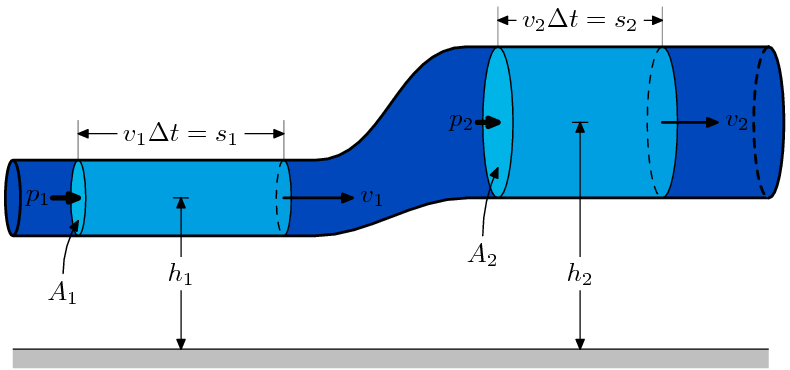
유체역학
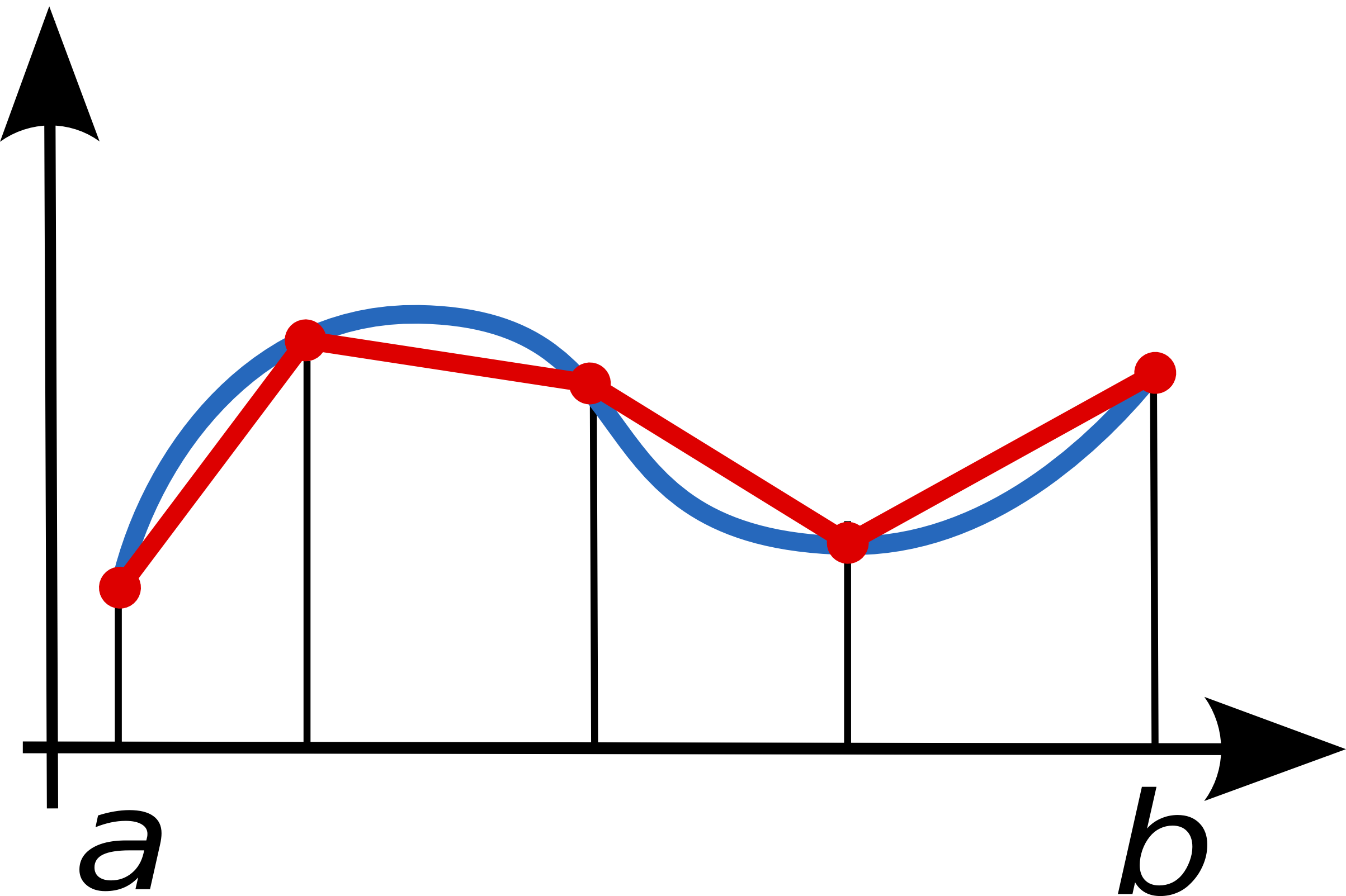
수치해석학
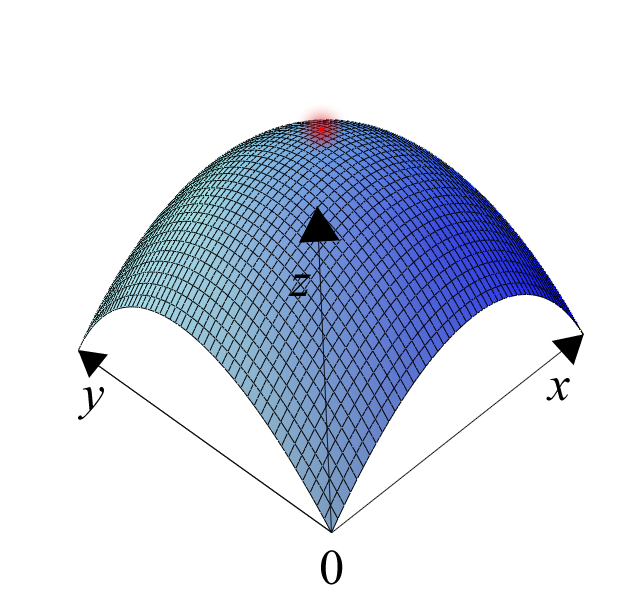
최적화 이론
확률론
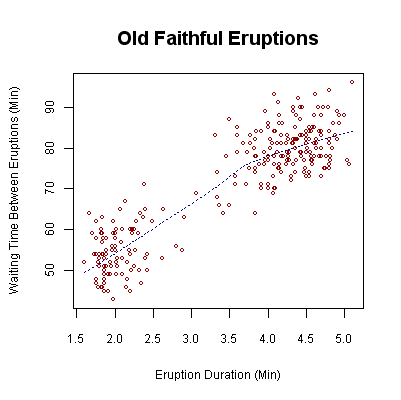
통계학
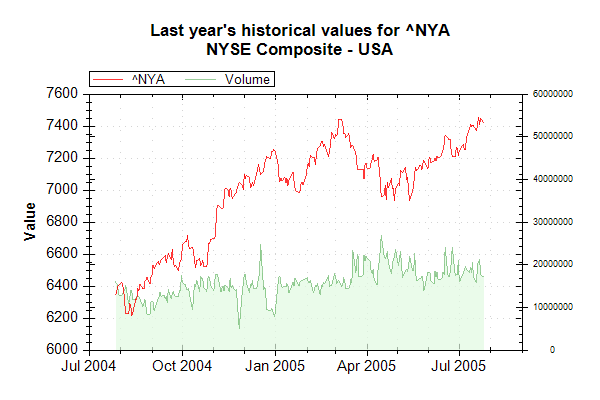
금융수학
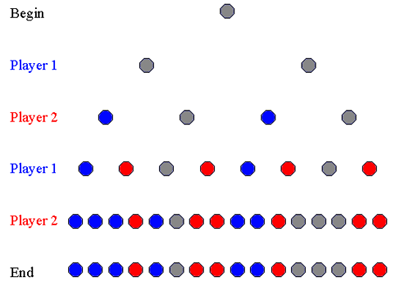
게임 이론

## 영향
오늘날 수학은 자연과학, 공학뿐만 아니라, 경제학 등의 사회과학에서도 중요한 도구로 사용된다. 예를 들어, 정도의 차이는 있으나, 미적분학과 선형대수학은 자연과학과 공학, 경제학을 하는데에 필수적 과목으로 여겨지며, 확률론은 계량경제학에 응용된다. 통계학은 사회과학 이론에 근거를 마련하는데 필수적이다. 16세기에 갈릴레오 갈릴레이가 "자연이라는 책은 수학이라는 언어로 기록되어 있다."는 주장과 함께 물리학에 수학적 방법을 도입하였고, 17세기에 아이작 뉴턴이 고전 역학의 기본 물리학 법칙들을 수학적으로 기술하고 정립하여 물리학 이론에서 수학적 모델링은 필수적 요소가 되었다. 또한 이 시기는 과학적 방법이 정립되는 시기이기도 한데, 많은 과학적 현상들이 수학적 관계가 있음이 드러나면서 과학적 방법에도 수학은 중요한 역할을 하고 있다. 노벨 물리학상 수상자 유진 위그너는 그의 에세이 "The unreasonable effectiveness of mathematics in natural sciences"에서 인간 세상과 동떨어져있고 현실과 아무 관련이 없다고 여겨지던 수학 중 극히 일부는 뜻밖에도 자연과학과 연관성이 드러나고 과학이론에 효과적인 토대를 마련해 주는데에 대한 놀라움을 표현하였다. 예를 들어, 비유클리드 기하학과 3차원 이상의 임의의 차원에서 기하학을 탐구했던 미분 기하학은 당시에는 현실과 연관성을 가지지 않았으나 먼 훗날 일반상대성이론이 4차원 기하학을 필요로 함에 따라, 물리적 세상과 연관이 있음이 밝혀졌다. 또한 게이지이론, 양자장론 등에도 미분 기하학은 필수적이다.
또한 수학은 음악이나 미술 등 예술과도 관련이 있다. 피타고라스는 두 정수의 비율이 듣기 좋은 소리가 난다는 점을 가지고 피타고라스 음계를 만들었다. 중세시대에도 음악과 수학을 밀접하게 연관시켰으며 성 빅토르의 후고는 “음악은 조화다”라고 했고, 성 트론드의 루돌프는 “음악은 조화의 토대(ratio)다”라고 쓴 바 있다. 조화가 반드시 소리로 표현될 필요는 없고 소리의 음악은 음악의 형식 중 하나에 불과했다. 소리에 대해 다루었던 중세의 저술가들이 있는가 하면, 조화와 비례의 추상적 이론만을 다루고 소리에는 거의 관심을 보이지 않았던 저술가들도 있었다. 청각적인 면과 추상적인 면이라는 음악의 이런 이중적 측면은 고대의 음악이론보다는 중세의 음악이론에서 큰 특징이 되었다. 또한 현대 음악을 군(群,group)같은 수학적 대상을 이용해 분석하기도 한다. 원근법은 사영 기하학에 해당한다. 미술 사조 중 하나인 입체파도 기하학의 영향을 받았다.

## 같이 보기
- 정수론
- 기하학
- 대수학
- 해석학
- 산학
- 대한민국의 고등학교 수학 교과목
- 이산수학
- 응용수학
- 수학자
- 과학 석사